# Verkiezingen in de Verenigde Staten 2022
Op 8 november 2022 werden er verkiezingen georganiseerd in de Verenigde Staten voor verschillende overheden. Het was een zogenaamde midterm-verkiezing, die tussen twee presidentsverkiezingen valt. Kiezers konden stemmen voor alle zetels van het Huis van Afgevaardigden en 34 van de 100 zetels in de Senaat. In 39 staten en territoria werden parlementen, gouverneurs en andere mandatarissen gekozen. Er werden daarnaast burgemeestersverkiezingen georganiseerd in tal van steden, waaronder Austin, Los Angeles en Washington D.C..
Het was in de VS de eerste verkiezing die volgde op de volkstelling van 2020 en waarvoor de kiesdistricten hertekend werden (redistricting).

## Uitslagen
Een dag na de verkiezingen werd bekend dat in Georgia noch de Republikein Herschel Walker, noch de Democraat Raphael Warnock een meerderheid hadden behaald. De kiezers in Georgia moesten daarom op 6 december opnieuw naar de stembus.